# Ignacy Popiel
Ignacy Popiel (ur. 27 lipca 1863 w Drohobyczu, zm. 2 maja 1941) – polski szachista, czołowy gracz Galicji. Regularnie plasował się w czołówce turniejów rozgrywanych we Lwowie, uczestniczył też w silnie obsadzanych turniejach międzynarodowych, w tym kongresach Niemieckiego Związku Szachowego.

## Życiorys
Pochodził z rodziny arystokratycznej, legitymującej się tytułem hrabiowskim. Studiował prawo początkowo na uniwersytecie w Grazu, potem na Uniwersytecie Jagiellońskim w Krakowie (1889-1892). Uzyskał uprawnienia notariusza.
W szachy grał od początku lat 80. XIX wieku. Grywał we Lwowie, potem w Krakowie, w drugiej połowie lat 80. w Wiedniu, gdzie w 1887 został wicemistrzem Glaser Schachgesellschaft. W tym klubie szachowym pełnił obowiązki bibliotekarza. W 1889 spróbował swoich sił w renomowanej imprezie międzynarodowej, zgłaszając akces do Kongresu Niemieckiego Związku Szachowego we Wrocławiu. Zajął dzielone III-IV miejsce w turnieju pobocznym "B". Krótki czas potem odwiedził Warszawę, rozgrywając kilka towarzyskich partii z czołowymi graczami miasta, jednak bez większych sukcesów; uległ Szymonowi Winawerowi oraz Arturowi Popławskiemu, a zmierzył się ponadto z Józefem Żabińskim i Janem Kleczyńskim (seniorem), ale wyniki tych spotkań nie są znane. W 1892 w Dreźnie Popiel zajął VI lokatę.
W listopadzie 1894 uczestniczył w ważnym wydarzeniu w życiu szachowym Lwowa — inauguracji działalności Lwowskiego Klubu Szachistów. Przypadł mu zaszczyt rozegrania inauguracyjnej partii, mającej charakter konsultacyjny; po przeciwnych stronach szachownicy zasiedli czołowi szachiści, Popiel i Kazimierz Weydlich, wspierani przez nieco mniej znanych miejscowych graczy, Juliusza Kleeberga i Józefa Kohna. Klub zorganizował niebawem dwa turnieje handicapowe, w których Popiel, jako faworyt, udzielał swoim rywalom przewagi piona i posunięcia. W efekcie w obu imprezach zajął nieco dalsze miejsca (III i IV), a dwukrotnie triumfował Aleksander Osuchowski. Dopiero rozegrane w klasycznej formule mistrzostwa Lwowskiego Klubu Szachistów przyniosły Popielowi dwa zwycięstwa — w 1895 wyprzedził siedmiu rywali, m.in. Kaliksta Morawskiego, Kazimierza Weydlicha, Józefa Kohna, Aleksandra Osuchowskiego, Tadeusza Bujaka, a w 1896 sześciu, w tym Weydlicha, Aleksandra Lorię i Karola Irzykowskiego. 
W 1896 Popiel powrócił także do nieco większej aktywności w rozgrywkach europejskich. W Budapeszcie zajął XIII miejsce (ostatnie), ale pokonał m.in. Carla Schlechtera i Georga Marco. Lepiej wypadł w Eisenach, gdzie podzielił II-III miejsce. W 1897 zwycięstwo w turnieju pobocznym Kongresu Niemieckiego Związku Szachowego w Berlinie przyniosło Popielowi tytuł mistrza, uprawniający do gry w dużych turniejach bez eliminacji. W 1898 Popiel wystąpił w turnieju w Kolonii, gdzie z Emanuelem Schiffersem podzielił X-XI miejsce (triumfował Amos Burn przed Wilhelmem Cohnem, Rudolfem Charouskiem i Michaiłem Czigorinem), a pokonał m.in. przyszłego uczestnika meczów o mistrzostwo świata Dawida Janowskiego. W 1900 w Monachium zawodnik z Galicji znalazł się na XI-XII miejscu (wspólnie z Hermannem von Gottschallem), m.in. za Harrym Pillsburym, Carlem Schlechterem i Gézą Maróczym. Dwa lata później w dużej imprezie w Monte Carlo uplasował się na XVI miejscu w gronie 20 szachistów, wśród których najlepszy okazał się Géza Maróczy. W turnieju tym Popiel zanotował niecodzienne zwycięstwo nad Georgiem Marco, który poddał partię mimo szans na wykonanie posunięcia, dającego w perspektywie wygraną.
Niskie lokaty w turniejach europejskich, w tym ostatnie miejsce w Hanowerze w 1902, skłoniły Popiela do wycofania się z rywalizacji. Nie widząc szans na walkę z najlepszymi szachistami, powrócił do Lwowa, gdzie ponownie uczestniczył w turniejach Lwowskiego Klubu Szachistów. W 1904 był III w mistrzostwach miasta. W tymże roku, w tzw. "turnieju czterech", również zajął III miejsce, za Emilem Grossem i Karolem Irzykowskim. W podobnym turnieju w 1912, ale wśród pięciu rywali, był ostatni, uznając wyższość Oskara Piotrowskiego, Adolfa Hauke-Bosaka, Emila Grossa i Kazimierza Weydlicha. Znacznie lepiej wypadł w mistrzostwach Lwowa w 1914, kiedy w klasyfikacji turnieju wyprzedził go jedynie Piotrowski i to zaledwie o pół punktu, zgubione w przegranej partii z jednym z outsiderów Karolem Elsterem.
W latach I wojny światowej Popiel wystąpił jedynie w jednym z turniejów w Wiedniu (1915), ale imprezy nie dokończył, wycofując się po pierwszym kole, w którym zremisował wszystkie swoje partie (w tym ze Schlecheterm i Richardem Retim). Po wojnie osiadł w Kulikowie koło Lwowa. Pracował w tym czasie w wyuczonym zawodzie notariusza i nie zaniedbywał szachów, chociaż zmienił barwy klubowe — ze Lwowskiego Klubu Szachistów przeszedł do Hetmana Lwów. Uczestniczył w lwowskiej rywalizacji międzyklubowej (poza wymienionymi klubami grał jeszcze Hełm Lwów). Startował także w turniejach indywidualnych, w 1925 ponownie minimalnie przegrywając tytuł mistrza Lwowa, tym razem z Kalikstem Morawskim (wyprzedził m.in. Henryka Friedmana, Mariana Wójcika, Mariana Wróbla, Saturnina Limbacha, Juliusza Halkę). Również w 1925, i również za Morawskim, zajął II miejsce w mistrzostwach klubowych Hetmana, a rok później został wicemistrzem Lwowskiego Klubu Szachistów. W 1926 Polski Związek Szachowy zaprosił Popiela do udziału w inauguracyjnych indywidualnych mistrzostwach Polski jako czołowego szachistę Lwowa, jednak wskutek zaginięcia przesyłki z zaproszeniem nie mógł on z tej oferty skorzystać. Trzy lata później wystąpił natomiast w pierwszych drużynowych mistrzostwach Polski w Królewskiej Hucie jako reprezentant Lwowa, jednak jego zespół nie odniósł sukcesu, plasując się na IV miejscu. Popiel wygrał jeden mecz (z Emilem Sojką ze Śląska), zremisował z Antonim Wojciechowskim i Izaakiem Appelem, uległ Paulinowi Frydmanowi i Mieczysławowi Chwojnikowi.
W tym okresie Popiel był już jednym z nestorów lwowskich szachów i nie odnosił większych sukcesów. W 1931 był w mistrzostwach miasta VIII, dwa lata później uplasował się na przedostatnim, XIV miejscu. Mimo to jeszcze raz znalazł się w reprezentacji Lwowa na drużynowych mistrzostwach Polski w 1934, gdzie miał okazję rozegrać partię — zwycięską, jak się okazało — z pastorem Arthurem Rhode, reprezentantem Poznania, z którym po raz pierwszy spotkał się przy szachownicy już trzydzieści lat wcześniej, na wrocławskim Kongresie Niemieckiego Związku Szachowego.
W 1935 Popiel, w wieku 72 lat, zajął XIII miejsce w turnieju przedolimpijskim w Łodzi; pokonał m.in. znanego później szachistę wileńskiego Kazimierza Platera. W drugiej połowie lat 30. udanie zaprezentował się w rozgrywkach w Krakowie, w których spróbował swoich sił po przeprowadzce do Bochni w 1937; jako członek Krakowskiego Klubu Szachistów w tymże roku podzielił V-VII miejsce w mistrzostwach Krakowa (rok później wycofał się z turnieju po pięciu rundach). Barw Krakowa bronił (na pierwszej szachownicy) w meczu drużynowym z reprezentacją Katowic, zakończonym zwycięstwem krakowian 10½ – 5½. 
Ignacy Popiel zajmował się także teorią szachów. Artykuły teoretyczne publikował w prasie krajowej i zagranicznej, m.in. w "Tygodniku Szachowym" i "Deutsche Wochenschach", analizując debiut nazwany przez siebie gambitem polskim czy warianty angielskiej partii skoczkowej. Był korespondentem kącików szachowych "Tygodnika Ilustrowanego" i "Kuriera Warszawskiego".
Według retrospektywnego systemu Chessmetrics, najwyżej sklasyfikowany był we wrześniu 1899 r., zajmował wówczas 29. miejsce na świecie.